# Marandeuil
 Marandeuil  es una población y comuna francesa, en la región de Borgoña, departamento de Côte-d'Or, en el distrito de Dijon y cantón de Pontailler-sur-Saône.

## Demografía
| 193 | 192 | 178 | 188 | 184 | 183 | 140 | 156 | 151 | 155 | 135 | 140 | 126 | 109 | 101 | 115 | 92 | 81 | 86 | 84 | 87 | 75 | 64 | 60 | 62 | 60 | 72 | 68 | 41 | 41 | 38 | 58 | 51 |
| Para los censos de 1962 a 1999 la población legal corresponde a la población sin duplicidades (Fuente: INSEE [Consultar]) |     |     |     |     |     |     |     |     |     |     |     |     |     |     |     |    |    |    |    |    |    |    |    |    |    |    |    |    |    |    |    |    |